# Martin Seligman
Martin E. P. Seligman (Albany, New York, 1942. augusztus 12. –) amerikai pszichológus, kísérleti pszichológus, egyetemi oktató, önsegítő könyvek írója.

## Életútja
A New York Államban született pszichológus először a Princetoni Egyetem filozófia szakán szerzett diplomát summa cum laude minősítéssel 1964-ben, majd a Pennsylvaniai Egyetemen folytatta tanulmányait, ahol állatkísérleti pszichológiára szakosodva végezte el a PhD képzést 1967-ben. Karrierjét a Cornell Egyetemen kezdte pszichológusasszisztensként, majd visszatért a Pennsylvaniai Egyetemre pszichológiát tanítani (Cherry, é.n.).

## Munkássága

### Tanult tehetetlenség
A tanult tehetetlenség létezésére a klasszikus kondicionálás során véletlenül fedezett fel. A kísérlet lényege, hogy kutyákat sokkoltak elektromos áramütéssel. A kísérleti során azok a kutyák, melyek kiszámíthatatlan elektromos sokkütést kaptak, nem tettek lépéseket a következő szituációkban – még akkor sem, ha azok valójában megoldhatóak lettek volna. Míg azok a kutyák, melyek nem kaptak sokkütést, rögtön cselekedtek a következő helyzetekben is. Az állatok elveszítették a motiváltságukat, semmi sem érdekelvén őket, teljes apátiába kerültek. A kísérletet megismételte emberi alanyokkal is (ekkor az elektromos sokkokat kellemetlen zajjal helyettesítette) és az eredmények hasonlóak lettek. Ebben az esetben a vizsgálati személyeknek azt kellett megtanulniuk, hogy egy kapcsolótáblán elhelyezett gombok megnyomásával miként tudják megszüntetni a kellemetlen zajt. Az egyik csoport számára a feladat könnyen megoldható volt, míg a másik csoport egyik gomb megnyomásával sem tudta megszüntetni a zajt. Az utóbbi csoportban a résztvevők egy idő után felhagytak a próbálkozással. Ezt követően, miután visszaállították a rendszert, hogy a zaj kikapcsolható legyen gombnyomással, nem minden résztvevő próbálkozott újra, még biztatásra sem. Így Seligman megalkotta a „tanult tehetetlenség” (learned helplessness) kifejezést, mely leírja azt az állapotot, amikor a várakozások szerint az eseményre adott reakciók illetve annak kimenetele kontrollálhatatlan.
A kísérlet eredményét kiterjesztve és általánosítva bizonyos élethelyzetekre, megállapította a tanult tehetetlenség motivációt és önértékelést romboló hatását, és annak depresszióval való szoros kapcsolatát. Rámutatott arra a jellemző viselkedési mintára, hogy ha az ember folyamatosan sikertelenséget tapasztal, az nagymértékben korlátozza további tervei megvalósításában. A sok kudarc után fokozatosan csökken kezdeményezőkészségünk, úgy érezzük, nem múlik rajtunk semmi, túlzottan külső kontrollos személyiségekké válunk, így fölöslegesnek érezzük minden próbálkozásunkat sorsunk jobbra fordítása érdekében (Seligman, 1975).
Habár a tanult tehetetlenséget Seligman véletlenül fedezte fel, 1964-től a Pennsylvaniai Egyetemen már tudatosan fordult a mentális betegségekben való motiváció szerepének vizsgálata felé. Érdeklődéséhez egy súlyos családi tragédia vezetett. 13 éves korában édesapja – a neves ügyvéd – egy stroke következtében lebénult majd tolókocsiba kényszerült, azóta mániás depresszióval küzdött. Fia így közvetlen környezetében tapasztalhatta meg, milyen az, amikor a tehetetlenségből fakadó szenvedés depressziót eredményez (Liepke és McAuliffe, 1992).
A depresszió okozója tehát lehet a tanult tehetetlenség, de az éppúgy lehet a következménye is annak. További velejárói a cselekvésre való képtelenségnek a sorozatos kudarcélmények –amik nem biztos, hogy valódi kudarcot takarnak-, az alacsony önértékelés, rosszkedv, és a fizikai rosszullét. Könyvében Seligman (1975) több élethelyzetet felsorol, amik hosszú távon nagy eséllyel tanult tehetetlenséget váltanak ki, ilyenek a családon belüli erőszak, a szegénység, a hátrányos megkülönböztetés, és a különböző függőségek. A koncentrációs táborok felszámolása után ugyanilyen tünetekkel figyelték meg a legtöbb szabadon engedett embert, akik apátiás állapotukban nem tudtak örülni szabadságuknak, a hosszantartó szenvedés hatására elvesztették reményüket egy jobb élet felé, és a megőrülés helyett agyuk a teljes motiválatlanság állapotát választotta.

### Pozitív pszichológia

#### Tanult optimizmus
A tanult tehetetlenség reményektől megfosztott pesszimista életszemléletet jelent. Joggal merült fel Seligmanben, hogy ennek ellenpólusaként léteznie kell egyfajta tanult optimista szemléletnek is. Mikor Seligmant 1998-ban az American Psychological Association elnökének megválasztották, szakterületének a pozitív pszichológiát adta meg. Habár maga a kifejezés Maslowtól származik az 1950-es évekből, Seligman volt az, aki a mai irányzat építőköveit lefektette. Ennek gyökerei a humanista pszichológiáig nyúlnak vissza, melynek képviselői Maslow mellett Erich Fromm és Carl Rogers, szintén a boldogságra és az emberi kiteljesedésre, önmegvalósításra fektettek nagy hangsúlyt (Goldberg, 2006).

#### Pozitív pszichológia
Seligman, újfajta szemléletével paradigmaváltást hozott a pszichológiában. A kognitív betegségek középpontjába nála már nem maga a betegség és annak gyógyítása, hanem a mentális egészség megteremtése került. Positive Health címszó alatt (Seligman, 2008) Seligman a mentális és fizikai egészség fenntartásáról, valamint a betegségek megelőzéséről ír. Longitudinális vizsgálatokkal bizonyították, hogy az optimista, pozitív életszemlélet megnöveli az élettartamot, csökkenti az egészségügyi költségeket, és szinten tartja a jó szellemi állapotot az öregedéssel szemben.
Fontos különbséget tenni a pozitív pszichológia – mint Seligman irányzata- és a pozitív gondolkodás teremtő ereje között. Utóbbi tudományosan megalapozatlan, és azt hirdeti, hogy ha pozitívan elképzelünk valamit, azzal magunkhoz vonzzuk a hasonló minőségű eseményt is. Elég tehát, ha pozitívan gondolkozunk, és gondolataink hatalmával képesek vagyunk megteremteni és megváltoztatni a körülményeinket. Ez a fajta naiv szemlélet veszélyezteti a pozitív pszichológia megítélését, emellett az ember mindenhatóságát hirdeti, mintha mindenki tudná, mi számára a lehető legjobb. A pozitív pszichológia gyakorlója nem tűz ki olyan célokat, mint például a lottó ötös megnyerése, vagy hasonló elrugaszkodott célok, mivel Seligman könyvében (Seligman, 2002) kiemeli, hogy amit hiszünk, az csupán hit, ami igaz is és hamis is lehet, nem fog magától semmit sem bevonzani. A pozitív pszichológia mégsem tekinti az embert sorsa alakulásában cselekvőképtelennek, sokkal inkább azt vallja, hogy az emberek pesszimizmusa és optimizmusa tanulható, és ezáltal az életminősége javítható. Ahelyett, hogy olyan dolgokra vágyakoznánk, amik elérése után vélhetően boldogabbak leszünk, arra kell törekednünk, hogy az adott helyzetből a legjobbat hozzuk ki, és a benne lévő jó dolgokra fordítsunk energiát.
Emellett hangsúlyozza, hogy ez nem elvakult optimizmust jelent, depressziós betegek esetében szükségszerű az antidepresszánsok használata, csak ezek után kerülhet sor a pesszimista gondolatok leépítésére, amik a depresszió középpontjában állnak. Bizonyos életszituációk során, például gyász, trauma, viszont meg kell élni először is a fájdalmat, amennyire az szükséges a feldolgozáshoz, majd fokozatosan vissza kell térnie a jó dolgokat kereső pozitív szemléletnek. Fontos, hogy ne fojtsuk el, vagy tagadjuk le a minket ért negatív dolgokat, vallja a pozitív pszichológia, ami ebben a fontos pontban eltér a pusztán az örömökre koncentráló hedonizmustól.
Seligman irányzata modern társadalmunkban nagy népszerűségnek örvend, mint általában azok a tanok, amik a boldogabb életvezetést tűzik ki célul. Elmondható rá, hogy az arany középúton haladva hasznos és kedélyjavító tanácsokat nyújt a mai kor emberének. Nem leváltani akarja a korábbi pszichológiai irányzatokat, hanem kiegészíteni és integrálni azokat. Míg Sigmund Freud és a pszichoanalitikusok szerint gondolataink csupán az érzelmekre adott válaszreakcióink, a kognitív szemléletváltás után Beck ezzel szemben a gondolatok elsőbbrendűségét hirdette az érzelmeink fölött. A pozitív pszichológia nem eldönteni akarja, hogy érzelmeink okozzák-e gondolatainkat vagy fordítva, mivel mindkét esetet egyaránt létezőnek tartja, és azt kutatja, milyen körülmények között irányítja egyik a másikat. Kutatási témái elsősorban a normális pozitív életvezetés és életszemlélet, a tehetségek megtalálása és kibontakoztatása, valamint minden ember életéből a maximum kihozása, saját lehetőségeihez mérten a személyiség kibontakoztatása (Compton, 2005).
Az első konferenciák a pozitív pszichológiáról az ezredfordulón kezdődtek Seligman vezetésével, és mostanra ez lett az egyik legkedveltebb pszichológiai irányzat. Népszerűsége annak is köszönhető, hogy az eddigi eszmékkel ellentétben azt hirdeti, hogy gyermekkorunk és a múltbeli események nem határozzák meg nagymértékben jelenünket és jövőnket, ahogy azt eddig gondoltuk, mindenkinek ugyanúgy lehetősége van saját jövőjét alakítani a múlt akadályozó hatása nélkül. Seligman (2002) a múlt átértékelésében hisz, miszerint a pesszimista gondolatainkat fel kell ismernünk, majd megkérdőjeleznünk, a tényleges rossz eseményekre pedig megbocsátással kell visszagondolnunk. A minket ért jó dolgokra kell koncentrálnunk, ezeket a múltban megkeresni, kiemelni, és hálával emlékezni rájuk.
Seligman nagy hangsúlyt fektet a mértékletességre, mivel az élet örömeire és az élvezetekre való folyamatos odafigyelés, egy arra hajlamos személyiségnél könnyen függőséghez vezethet. Az éberség jelenléte és az apró örömök előnyben részesítése, ezen szemlélet mellett kiegyensúlyozott, optimista életvitelt tud nyújtani, ami által az ember, egy rajta túlmutató nagyobb harmóniában tartósan ki tud teljesedni. Az ilyen kiteljesedés koncentrált formája a flow-élmény, ami egy bizonyos tevékenység, szituáció közbeni elragadtatást, önfeledt boldogságot és harmóniát jelent, és a tevékenység idejére korlátozódik, valamint azután is egyfajta megelégedettség-érzést ad. A fogalom megalkotója a magyar származású Csíkszentmihályi Mihály, aki Seligman mellett a pozitív pszichológia jeles úttörője (Csíkszentmihályi, 2010).
Seligman gondolatmenete példaértékű lehet, mert hosszú idő után visszahelyezte a hangsúlyt a tradicionális értékekre, mint az erkölcs, szeretet, jószívűség, igazságosság, mértékletesség, bölcsesség és transzcendencia, mely értékeket még az emberiség történelmének legnagyobb gondolkodói fogalmaztak meg. Fontosnak tartja a házasság intézményét is, vizsgálatai szerint a házas emberek boldogabbak, és nagyobb jólétet mutatnak, mint az egyedülállóak. Ha a mai tipikus fogyasztói társadalom értékrendjét megfigyeljük, ezektől lényegében eltérő képet kapunk, ahol az önbizalom, gazdagság, asszertivitás, egyediség és az előnyös megjelenés a preferáltak. Seligman kiemeli az akarat erejét, ami által a fentebb felsorolt erények az egyén erősségeivé fejleszthetők. Könyvében (Seligman, 2002) hangsúlyozza, hogy ezen erények nem velünk született tulajdonságok, hanem akarattal, türelemmel és kitartó odafigyeléssel irányítható dolgok, amikre bárki képes ilyen módon szert tenni. Seligman az elgondolását a játékelmélettel támasztotta alá. Az olyan játszmákban, amelyek során az egyik fél annyit veszít, amennyit a másik nyer, negatív érzelmek vannak jelen. Léteznek viszont nyertes-nyertes helyzetek, amelyekben mindkét fél számára pozitív a végkimenetel. Ilyen az ajándékozás és a megajándékozottság öröme, ugyanígy ha szeretetet adunk – és kapunk, csak mindkét félben növeli a pozitív érzelmeket. Ha e módon viselkednének az emberek mindig egymással, az az egész emberiség gyökeres pozitív megváltozását jelentené, aminél pozitívabb hatást nehéz lenne mondani, és jó hír, hogy mindez csak az emberi akarat függvénye.

## Hatása, jelentősége

### A PERMA
Seligman jelentőségéhez meg kell említeni a pozitív pszichológián belül egy általa kidolgozott életvezetési módszert, ami angolul annak fontos pontjai mozaikszava alapján a PERMA nevet kapta. Jól-lét Elmélete (Well-Being Theory) alapján öt elem tartozik a jól-lét fogalmába: 
- Pozitív érzelem (Positive emotion): csak szubjektív módon élhető át – Pl. Minden nap lefekvés előtt fogalmazzunk meg és írjunk le három dolgot, ami jól ment az nap, vagy amiket sikerült elérnünk, hogyan és miért alakultak jól. 
- Elköteleződés (Engagement): a flow állapot jelenlétét jelzi – Pl. Minden apró feladatot, amit amúgy is muszáj valahogy elvégeznünk, végezzünk teljes odaadással, nyújtsuk a maximumot.
- Emberi kapcsolatok (Relationships): a család, a barátok, az intimitás és a szociális kapcsolatok fontosságát nem lehet elég nagy hangsúlyt fektetni. 
- Valamihez tartozás (Meaning):saját magunkon túli spirituális jelenléthez való tartozás.
- Eredményeink és céljaink (Achievement): Eredményesség még olyankor is, amikor az nem jár pozitív értelemmel. 
Seligman a Flourish – élj boldogan! – A boldogság és a jól-lét radikálisan új értelmezése c. könyvében kiemeli, hogy a jól-lét mind az öt elemének rendelkeznie kell a következőkkel: 
1. Hozzájárul a jól-lét érzéséhez.
2. Sokan önmagáért törekednek rá, nem pedig a többi elem eléréséért.
3. A többi elemtől függetlenül mérhető és határozható meg.

2003-ban létrehozta a MAPP programot a Pennsylvaniai Egyetemen, vagyis a Pozitív Pszichológiai Központot, ahol vezetésével alkalmazott pozitív pszichológiát tanítanak. Seligman ma már jelentős méretű életművet tudhat a magáénak, s egyben klinikai pszichológus, nevelő, és önsegítő könyvek írója.

## Kötetei magyar fordításban
Csíkszentmihályi Mihály, a flow-élmény (áramlatélmény) magyar származású amerikai pszichológusa, aki rendszeresen tartja a kapcsolatokat a magyar tudósokkal és pszichológusokkal is, mintegy utat tört az amerikai „boldogság-kutatóknak”, köztük Martin Seligman munkásságának tanulmányozásához.
- Authentic happiness (magyar) Az autentikus életöröm. Az új pozitív pszichológia alkalmazása erősségeid tartós kibontakoztatásához / Martin E. P. Seligman ; ford. Erdélyi András István; Budapest : Profil Training, 2007. 319 p. ISBN 978 963 06 2476 3
- Autentikus életöröm. A teljes élet titka; ford. Erdélyi András István; Laurus, Győr, 2008
- Flourish – élj boldogan! A boldogság és a jól-lét radikálisan új értelmezése; ford. Bozai Ágota; Akadémiai, Bp., 2011 (Az elme kerekei) 361 p.
- What you can change ... and what you can't (magyar) Amin változtathatsz... és amin nem. Átfogó kalauz a sikeres önfejlesztéshez; ford. Bíró Gábor; Budapest : Akadémiai Kiadó, 2011 (Az elme kerekei) 420 p. ISBN 978-963-05-9068-6
- The optimistic child (magyar) Az optimista gyermek édd meg a depressziótól, legyen boldog élete; Karen Reivich, Lisa Jaycox és Jane Gillham közreműködésével; ford. Erdélyi András István; Akadémiai Kiadó, Bp., 2012 (Az elme kerekei) 327 p. ISBN 978-963-05-9269-7

## Fordítás
- Ez a szócikk részben vagy egészben a Martin Seligman című angol Wikipédia-szócikk ezen változatának fordításán alapul.  Az eredeti cikk szerkesztőit annak laptörténete sorolja fel. Ez a jelzés csupán a megfogalmazás eredetét és a szerzői jogokat jelzi, nem szolgál a cikkben szereplő információk forrásmegjelöléseként.